# Luis Jiménez Aranda
Luis Jiménez y Aranda (Sevilla, 1845-Pontoise, 1928) fue un pintor español, hermano de José y Manuel Jiménez Aranda, también pintores.

## Biografía
Se inició en su formación con el primero de los hermanos (José) para después continuarla en la Academia de Bellas Artes de Santa Isabel de Hungría de Sevilla bajo la dirección de Eduardo Cano de la Peña.

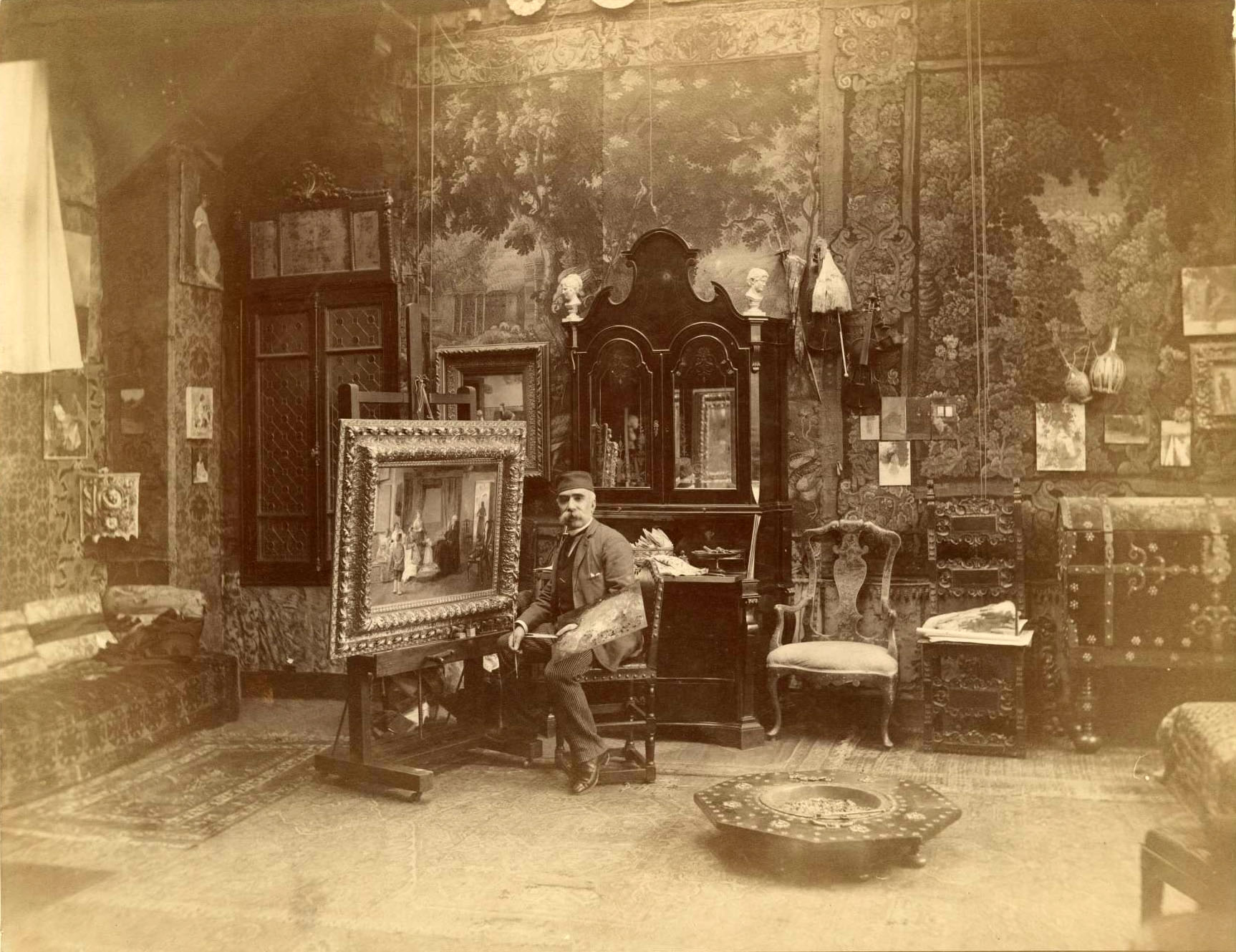
Luis Jiménez Aranda en su estudio.

En 1867 se marchó a Roma para ampliar conocimientos y en 1876 se instaló en Pontoise, cerca de París, llegando a nacionalizarse francés. Participó en las exposiciones del Salón de París y fue premiado en las Exposiciones Universales de París, en 1889, y Chicago, en 1893. Tomó parte en Exposiciones Nacionales de Bellas Artes españolas y obtuvo mención honorífica en 1864 por su cuadro Cristóbal Colón al venir a proponer a los Reyes Católicos el descubrimiento del Nuevo Mundo, y primera medalla en 1892 con la obra Una sala del hospital durante la visita del médico en jefe. Se especializó en la pintura histórica, aunque también cultivó la costumbrista, ambas con un estilo verista y de gran acento dibujístico que revela la gran influencia de su hermano José.

## Obras
- En el estudio del pintor, óleo sobre tabla, 46 x 37 cm, firmado, 1882.
- Una sala del hospital durante la visita del médico en jefe, óleo sobre lienzo, 290 x 445 cm, firmado, 1889.
- Dama en la Exposición Universal de París, 1889.

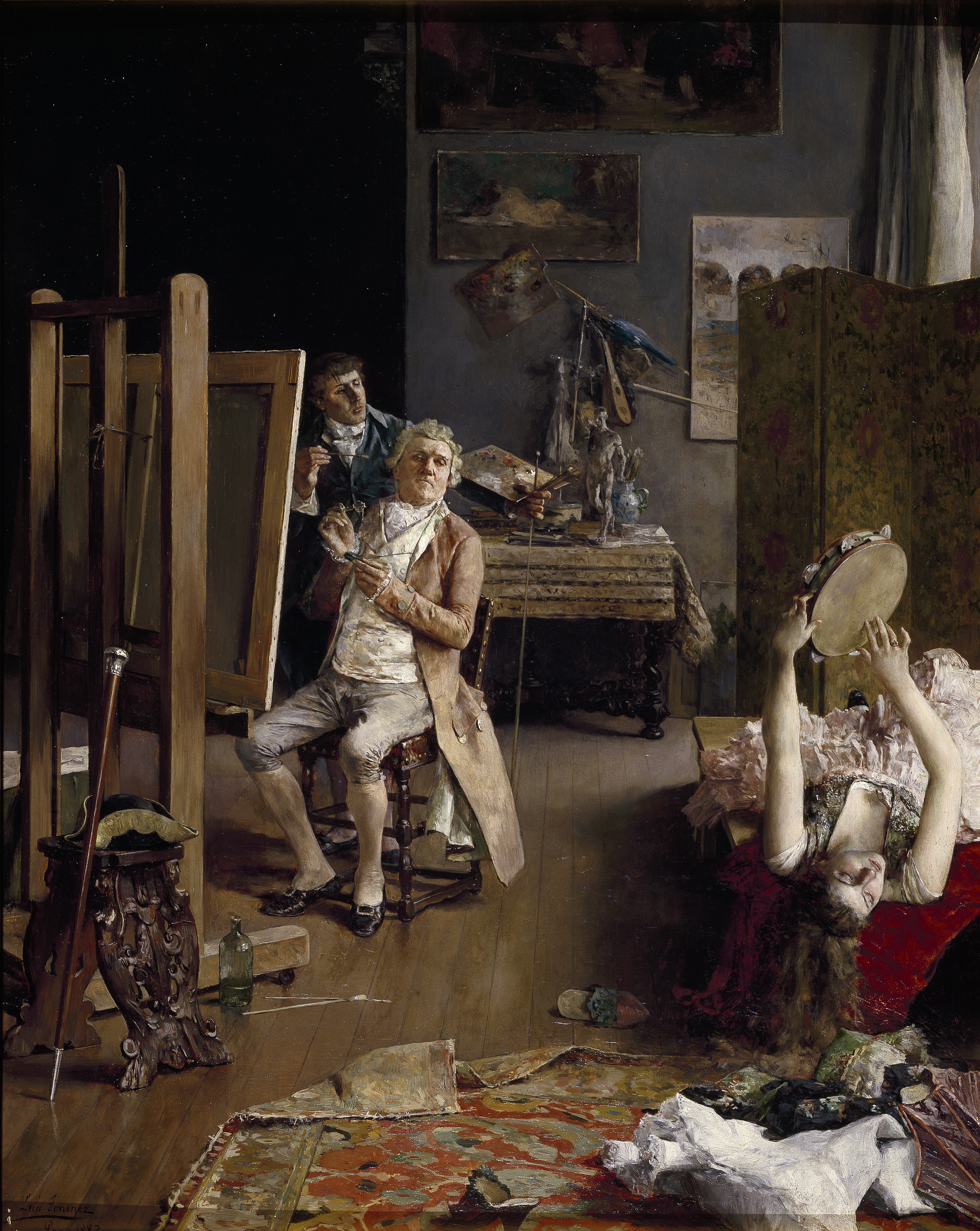
En el estudio del pintor (1882).
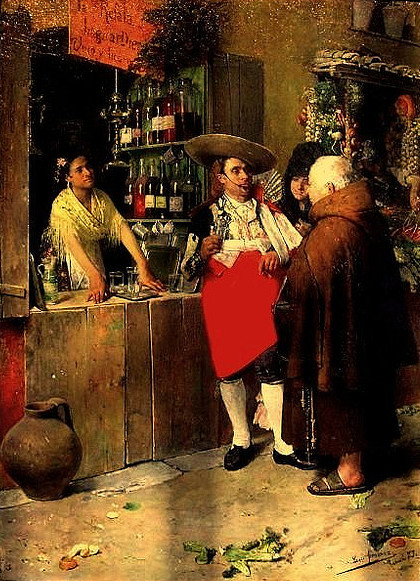
Taberna andaluza (1873)
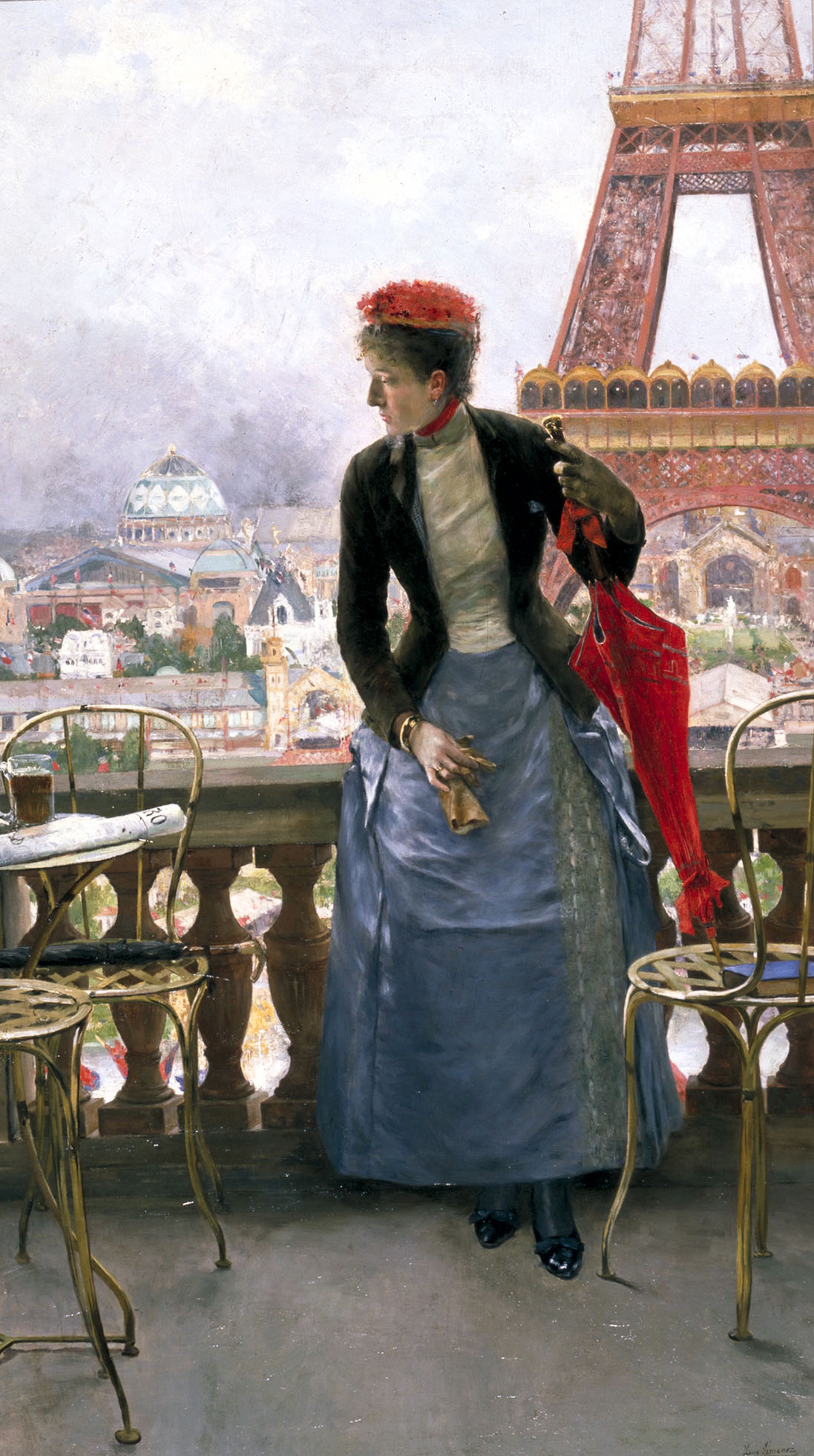
Dama en la Exposición Universal de París (1889).
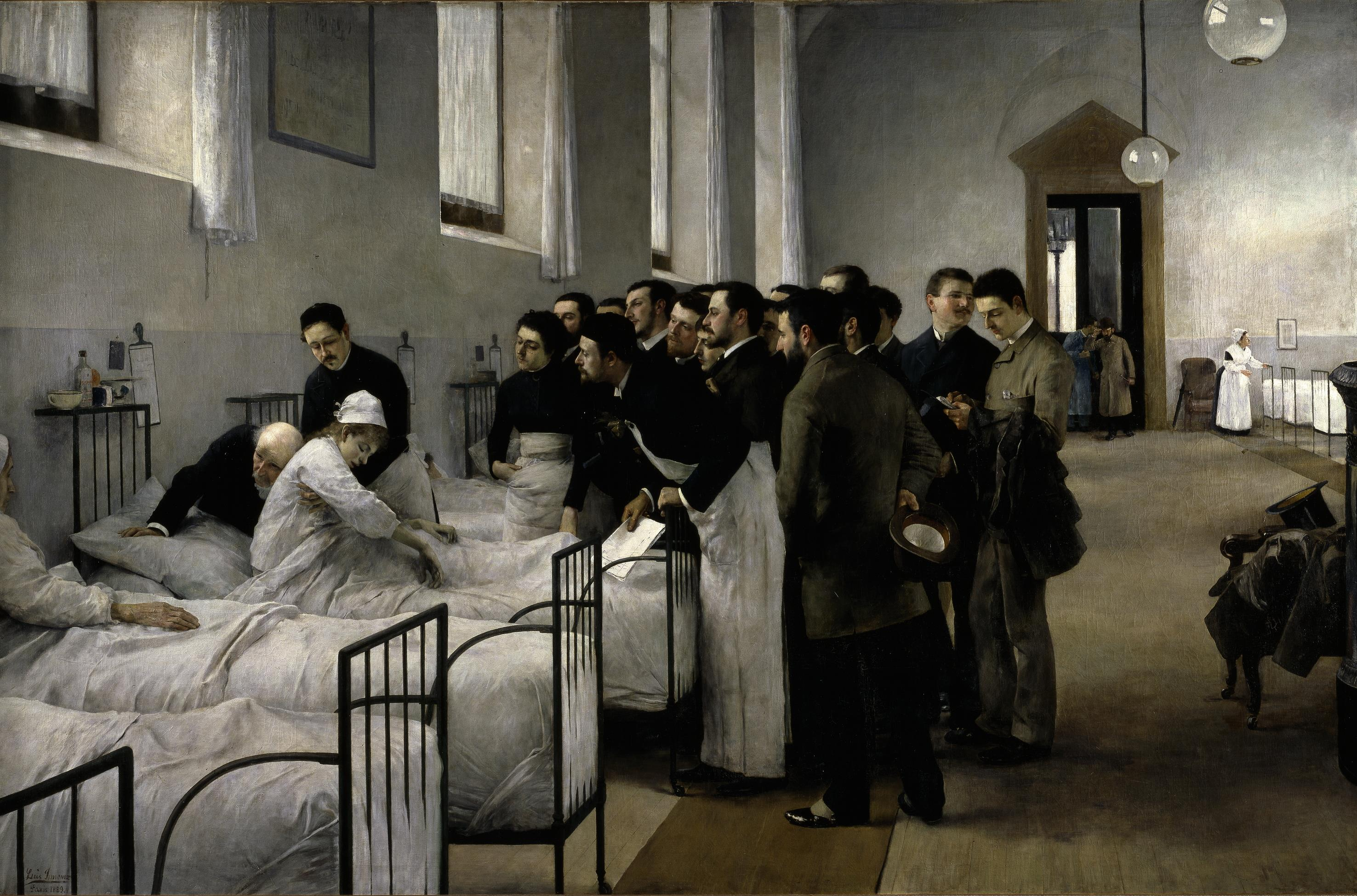
Una sala del hospital durante la visita del médico en jefe (1889).